# Dolina Jezior

Ałtaj Gobijski (zaznaczony na mapie białymi napisami) tworzy skraj południowy Doliny Jezior, Changaj zaś – skraj północny.

Dolina Jezior, Nuuruudyn chöndij (mong. Нууруудын хөндий) – rozległe obniżenie terenu o wydłużonym kształcie, wyróżniające się monotonną rzeźbą terenu, położone w południowo-środkowej Mongolii, pomiędzy grzbietami Ałtaju Gobijskiego i Changaju, na południowy wschód od Kotliny Wielkich Jezior. Wzdłuż doliny, u podnóży Ałtaju Gobijskiego, występuje ciąg jezior bezodpływowych: Böön Cagaan nuur (1313 m n.p.m.), Orog nuur (1216 m n.p.m.), Taacyn Cagaan nuur (1034 m n.p.m.), Ulaan nuur (1008 m n.p.m.). W ostatnich dziesięcioleciach woda stale utrzymuje się tylko w Böön Cagaan nuur, reszta jezior jest wypełniana wodą sporadycznie. Dolina rozciąga się równoleżnikowo na długości ok. 500 km i wznosi się na wysokość 1000–1400 m n.p.m. Jest pochylona z zachodu na wschód oraz z północy na południe. W krajobrazie dominują rozległe, kamieniste i piaszczyste równiny. Miejscami występują sołonczaki oraz takyry, na których powstają barchany.